# Julian Milejski

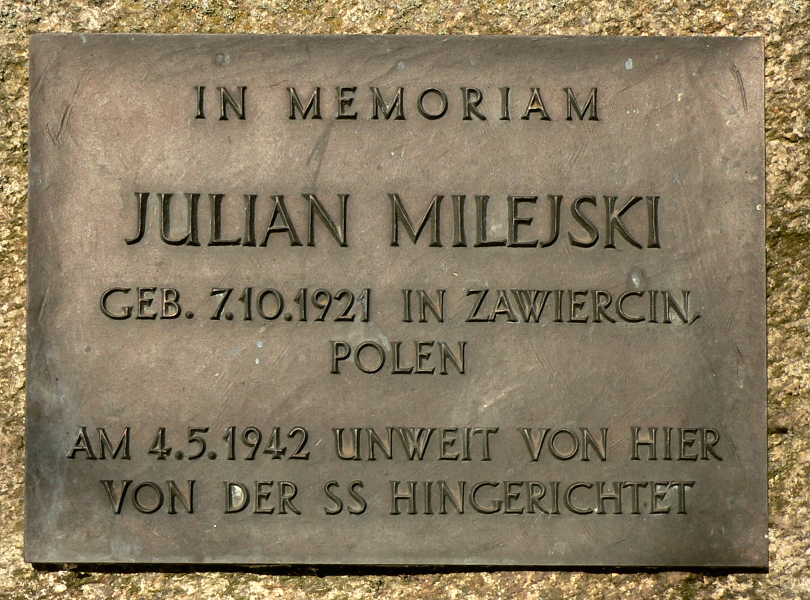
Gedenktafel an dem Gedenkstein außerhalb von Stelle (Landkreis Harburg)

Julian Milejski (auch: Mileyski, * 10. Oktober 1921 in Zawiercin, Polen; † 4. Mai 1942 in Stelle, Landkreis Harburg) war ein polnischer Zwangsarbeiter, der wegen „Rassenschande“ während der Zeit des Nationalsozialismus mit dem Tode bestraft wurde. Für die Aufarbeitung seines Schicksals erhielt eine Gruppe ehemaliger Schüler in Hamburg den Bertini-Preis 2007.

## Leben

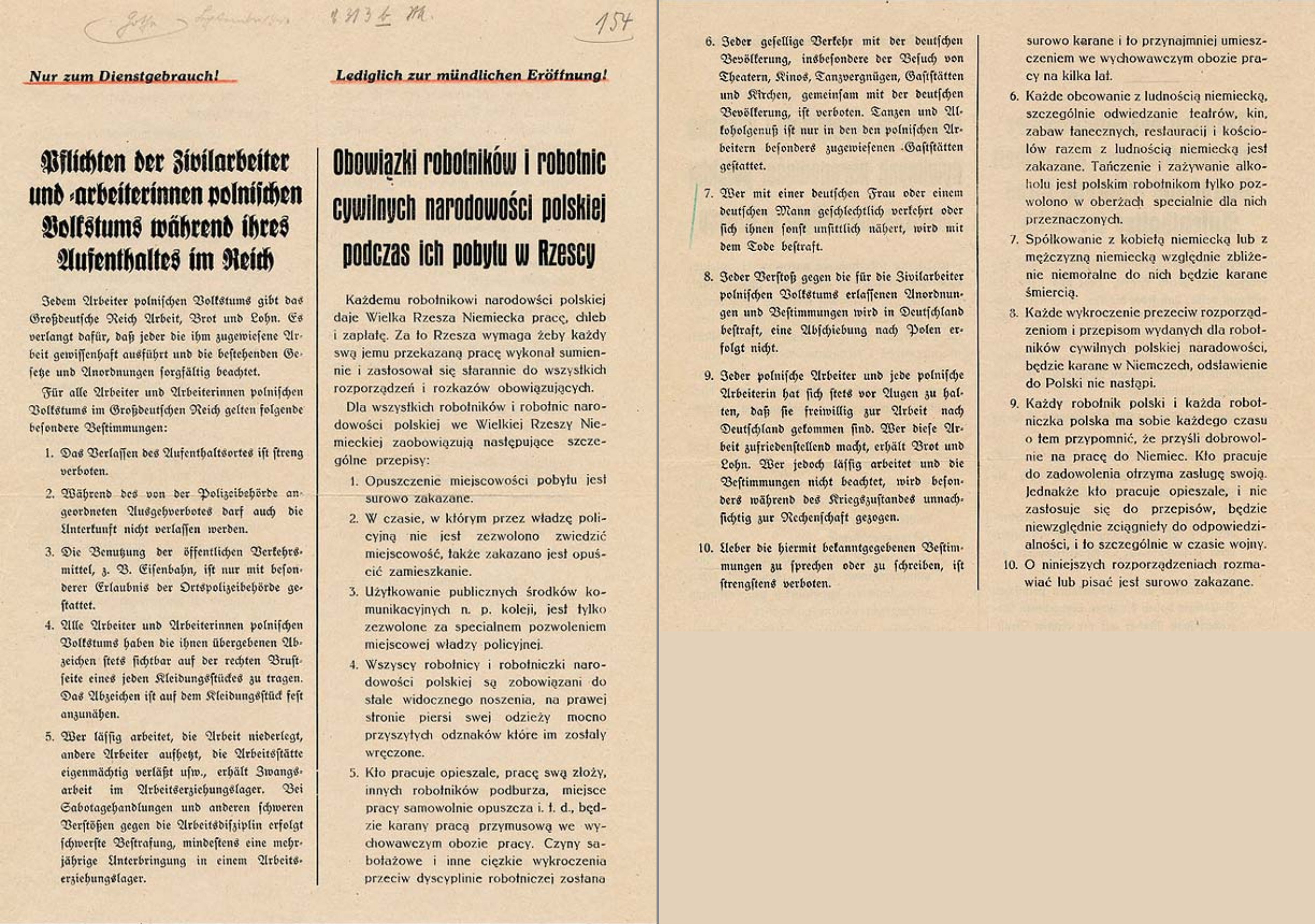
Faksimile von einem der Polen-Erlasse vom 8. März 1940

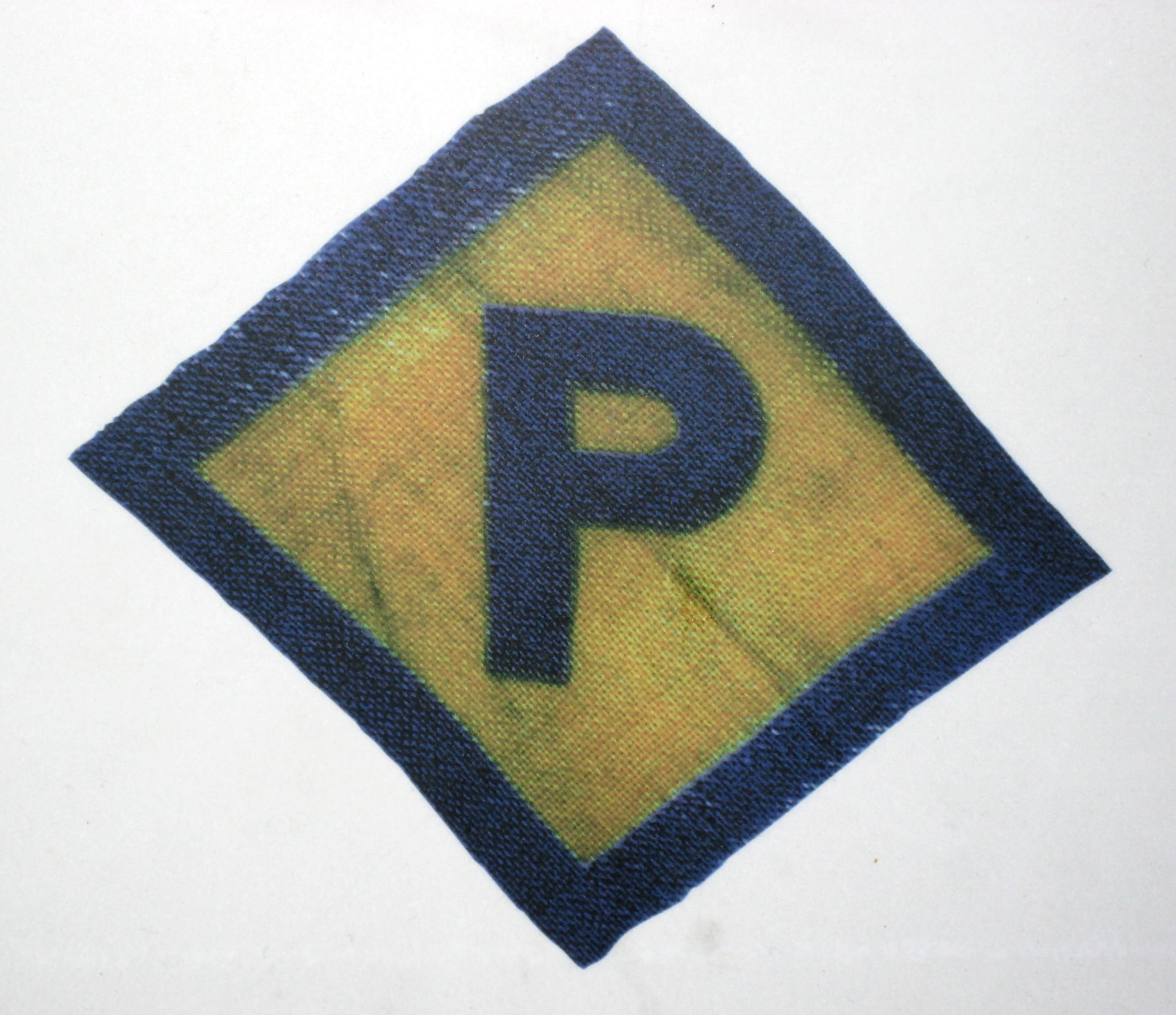
Ein „Polenabzeichen“, das polnische Zwangsarbeiter aufgrund der Polen-Erlasse tragen mussten.

Julian Milejski wurde während des Zweiten Weltkrieges als polnischer Zwangsarbeiter auf einem Bauernhof in der Gemeinde Stelle im Landkreis Harburg beschäftigt. Er hatte ein Liebesverhältnis zu einer deutschen Frau aus Hamburg, die ebenfalls im Ort untergekommen war und in direkter Nähe des Hofes wohnte. Milejski wollte diese illegale Beziehung beenden, nachdem er von Bewohnern des Ortes vor einer Verfolgung durch die Nationalsozialisten gewarnt worden war. Die Frau zeigte ihn daraufhin wegen sexueller Nötigung bei der Polizei an. Als Folge wurde Milejski von der Gestapo abgeholt und in das Lüneburger Gefängnis gebracht, wo er vernommen und dabei auch misshandelt wurde.
Am 4. Mai 1942 wurde Milejski von einem SS-Kommando des Konzentrationslagers Neuengamme nach Stelle zurücktransportiert, wo auf dem damaligen Schulhof (heute: Platz vor dem Rathaus) bereits andere polnische Zwangsarbeiter aus der Umgebung zusammengerufen worden waren. Die Gruppe musste zu einem Waldstück außerhalb des Ortes marschieren, wo Milejski vor ihren Augen an einem eigens aufgebauten Galgen hingerichtet wurde. Milejski starb im Alter von 20 Jahren.
Grundlage für diesen Akt waren die sogenannten Polen-Erlasse, die das Nazi-Regime im März 1940 verfügt hatte. Nach diesen Vorschriften, die gemäß der Rassenideologie des Nationalsozialismus von einer Minderwertigkeit von polnischen Zwangsarbeitern ausgingen, mussten diese ständig ein sogenanntes Polenabzeichen auf ihrer Kleidung tragen.
Nähere Kontakte zu Deutschen waren den polnischen Zwangsarbeitern strengstens untersagt, wobei sexuelle Kontakte mit Angehörigen „deutschen oder artverwandten Blutes“ als „Rassenschande“ galten und gemäß den NS-Rassengesetzen mit dem Tode bestraft wurden.

## Wirkungen und Gedenken
Im Jahre 2003 bemühte sich eine Einwohnerin Stelles, die sich an den jungen Polen erinnert hatte, um die Aufstellung eines Gedenksteines für Milejski, was jedoch damals vom Verwaltungsausschuss der Gemeinde abgelehnt wurde. Erneute Aufmerksamkeit fand der Fall dann durch eine Veröffentlichung des Gemeindearchivars Gerhard Rieckmann im Jahre 2005 über die nationalsozialistische Vergangenheit von Stelle, in der auch über die Ermordung des Zwangsarbeiters Milejski im Jahre 1942 berichtet wurde.
Die Dokumentation veranlasste eine Gruppe von Schülern der Harburger Haupt- und Realschule Hanhoopsfeld, sich ab Ende 2006 damit zu befassen. Nachdem die Bürger und die Ortsverwaltung wenig Interesse an weiteren Recherchen gezeigt hatten, regten die jungen Leute, von einigen Bürgern und Kirchenvertretern unterstützt, Erinnerungsveranstaltungen und die provisorische Aufstellung von Gedenktafeln an. Dies führte auch zu einer ersten Beachtung des Falles in der polnischen Presse, was wiederum eine Suche nach Verwandten Milejskis in Gang setzte.
Für ihr Engagement im Fall Milejski auch über ihre aktive Schulzeit hinaus wurde die Gruppe mit dem Bertini-Preis 2007 ausgezeichnet, der ihr am 27. Januar 2008, dem Tag des Gedenkens an die Opfer des Nationalsozialismus, überreicht wurde. Über die Auszeichnung und das Schicksal von Julian Milejski wurde in mehreren deutschen und polnischen Medien berichtet sowie auch in der größten deutschsprachigen Zeitung in den USA, der Amerika Woche. Die Bemühungen um die Aufstellung eines Gedenksteines fanden dann Unterstützung des Hamburger Generalkonsuls der Republik Polen, Jerzy Kaczmarek.

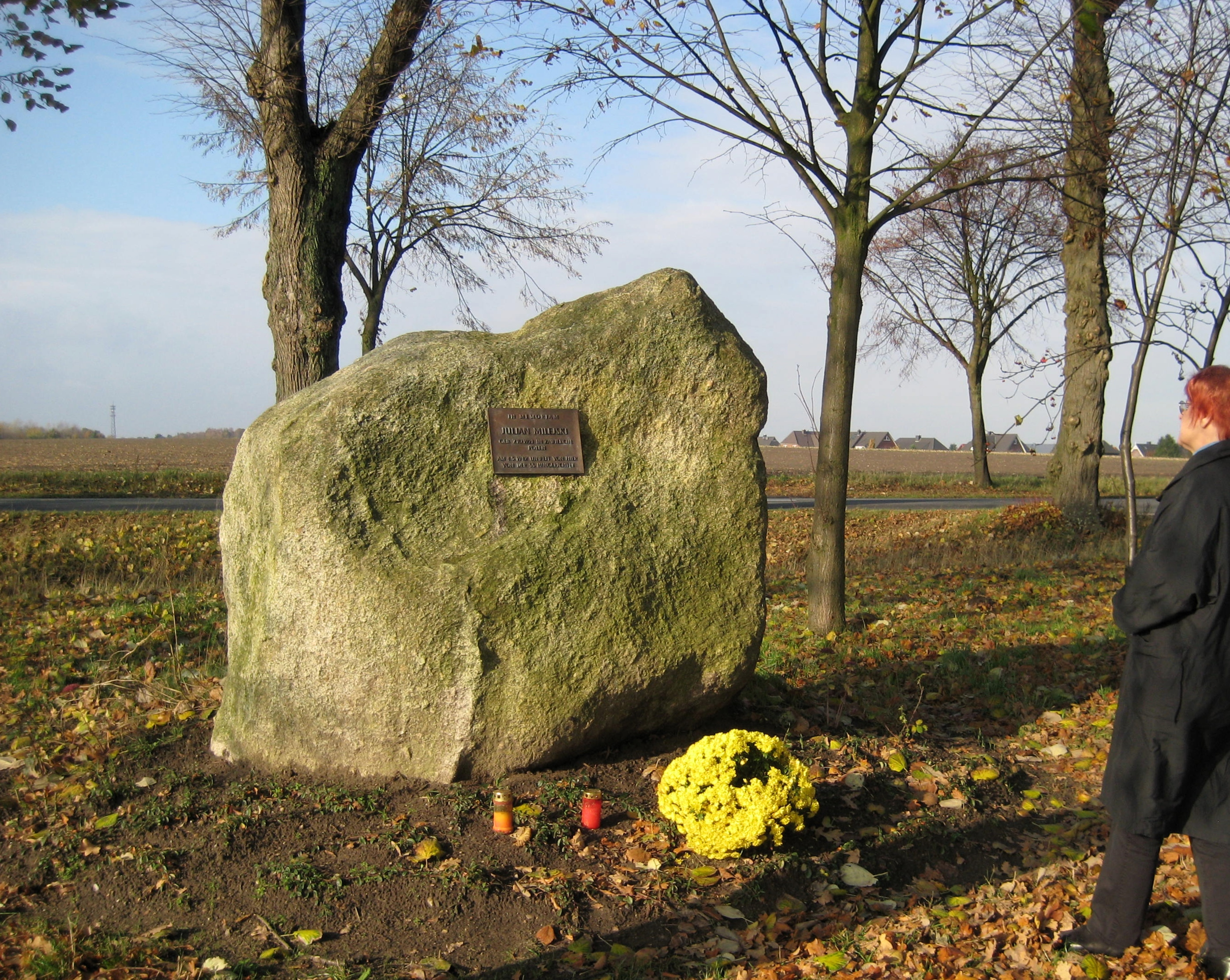
Der Gedenkstein mit der Gedenktafel an der Straße Unter den Linden außerhalb von Stelle

Ausgelöst durch die Aktivitäten der Jugendlichen bildete sich in Stelle der Arbeitskreis Ein Stein für Julian, und im Frühjahr 2008 wurde ein Gedenkstein in der Nähe des Tatorts aufgestellt. Dieser Gedenkstein besteht aus einem großen, mehr als zwei Meter hohen Findling, an dem eine Gedenktafel aus Bronze angebracht ist. Die Jugendlichen stifteten einen Teil ihres Geldpreises, den sie mit dem Bertini-Preis bekommen hatten, für die Erstellungskosten. Das Mahnmal befindet sich an der Straße Unter den Linden außerhalb des Ortes Stelle in Richtung Holtorfsloh auf der linken Straßenseite, etwa 200 Meter hinter dem Ortsschild in einem kleinen Hain, der über den Wirtschaftsweg Suerfeld zugänglich ist. In der Nähe des Gedenksteins wurde eine Sitzbank aufgestellt.
Der Gedenkstein mit der Gedenktafel wurde am 4. Mai 2008, genau 66 Jahre nach der Hinrichtung Milejskis, feierlich enthüllt. Das Mahnmal, das an das Schicksal von Julian Milejski erinnert, wird seitdem von Steller Bürgern und dem Arbeitskreis betreut.
Die bronzene Gedenktafel enthält folgende Inschrift:
JULIAN MILEJSKI

GEB. 7.10.1921 IN ZAWIERCIN,

POLEN

AM 4.5.1942 UNWEIT VON HIER

## Bedeutung
Die öffentliche Aufmerksamkeit für historisch-strukturelle Aufarbeitungen des Nationalsozialismus in Deutschland, wie sie unter anderem das 1996 veröffentlichte Werk Hitlers willige Vollstrecker des amerikanischen Historikers Daniel Goldhagen erfuhr, das die sogenannte Goldhagen-Debatte um ein Volk der Täter auslöste, regte auch zunehmend die Recherche nach exemplarischen Einzelfällen an, um zum Beispiel den Widerstand gegen die Nationalsozialisten in seiner Verbreitung einschätzen zu können.
Ebenfalls seit den 1990er-Jahren verband sich der Hang zu einer Konkretisierung der Vorstellung von den Opfern des Nationalsozialismus in Deutschland mit Aufarbeitungen von Einzelfällen aus der eigenen Nachbarschaft durch interessierte Bürger. So führten beispielsweise die Stolpersteine des Kölner Künstlers Gunter Demnig seit ihrer ersten Installierung im Jahre 1993 vielerorts zu einzelnen, sich verselbständigenden Bürgerinitiativen.
Dabei geriet neben den Opfer-Gruppen von Juden sowie Roma und Sinti auch die Gruppe der Zwangsarbeiter zunehmend ins Visier der Aufklärung von Einzelschicksalen, wie sie sich zum Beispiel in der Recherche und Verfilmung des authentischen Falles eines jungen Polen namens Walerian Wróbel bereits 1990 dokumentierte.
Die Frage nach den Auswirkungen des Nationalsozialismus in der eigenen Nachbarschaft weckte Interesse auch insbesondere bei jungen Leuten, deren Neugier indes nicht selten auf örtlichen Widerstand stieß; so machte zum Beispiel der Spielfilm Das schreckliche Mädchen zu Beginn der 1990er-Jahre eine breitere Öffentlichkeit auf den ihm zugrunde liegenden authentischen Fall der Anna Elisabeth Rosmus aufmerksam, deren Nachforschungen die Ablehnung durch ihre nähere Umgebung hervorgerufen hatten.